# Kanadský parlament

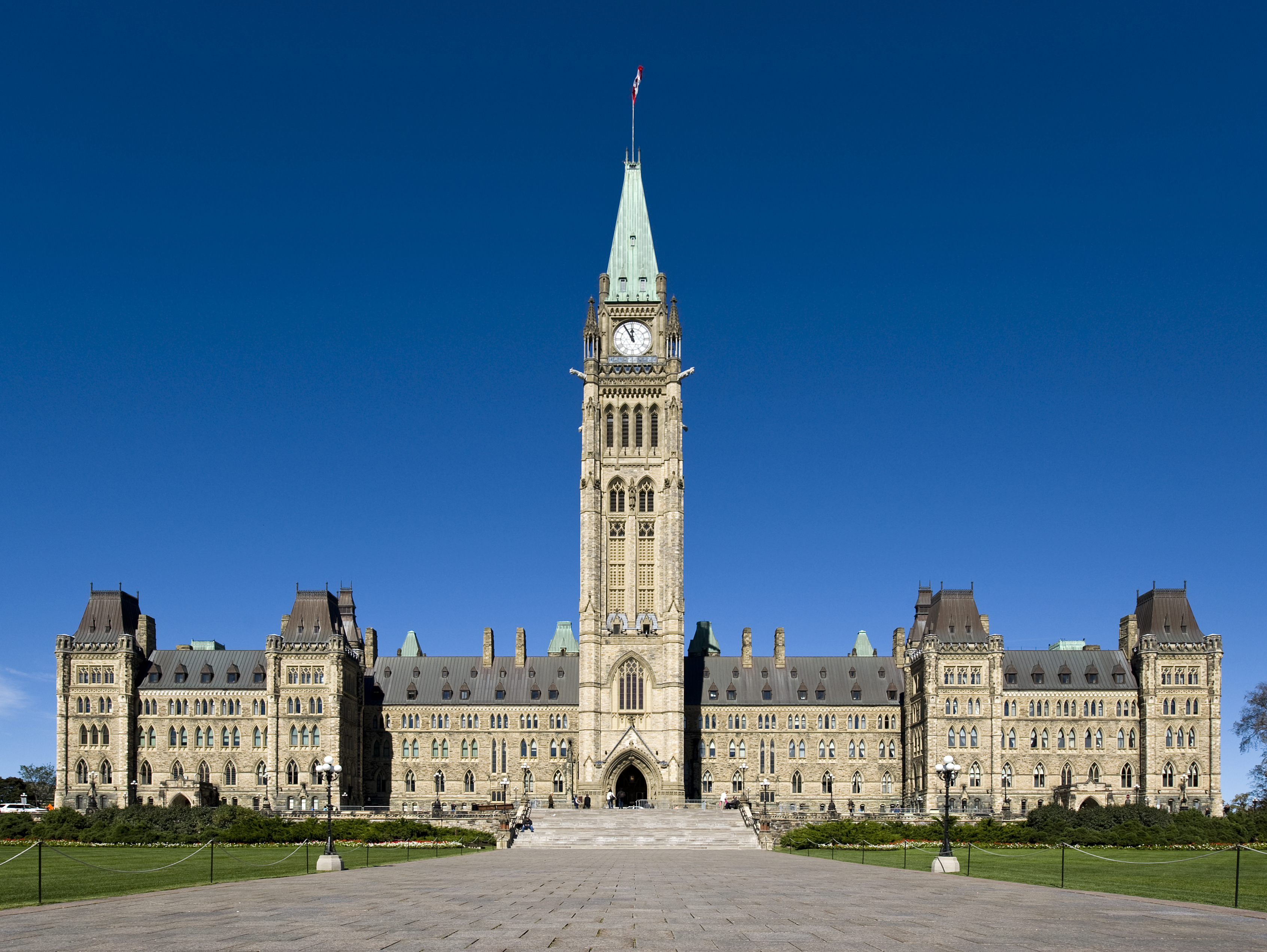
Budova parlamentu

Parlament Kanady (anglicky: Parliament of Canada, francouzsky: Parlement du Canada) je federální zákonodárný orgán Kanady. Sídlí na Parliament Hill (často zvaném jen "Hill", "kopec") v Ottawě. Parlament je dvoukomorový, dolní komora se nazývá House of Commons (francouzsky Chambre des communes), horní komora Senate. Formálně má parlament složky tři, přičemž za třetí je považován král, který ale do zákonodárného procesu nezasahuje, krom toho, že vyslovuje se zákony souhlas, v drtivé většině skrze svého zástupce, generálního guvernéra. Dle ústavní zvyklosti je dolní komora hlavní zákonodárnou silou a senát se jen zřídka staví proti její vůli, obzvláště proto, že nemá legitimitu z voleb, členové senátu jsou jmenováni generálním guvernérem na návrh předsedy vlády. Naopak členové dolní sněmovny jsou demokraticky voleni. Sněmovna má 338 členů, senát 105. Podle článku 16 Kanadské listiny práv a svobod jsou úředními jazyky parlamentu angličtina a francouzština. Generální guvernér svolává senát i dolní sněmovnu a může zasedání parlamentu odročit nebo rozpustit, obvykle aby vyhlásil všeobecné volby. Generální guvernér také pronáší zahajovací projev každého nového parlamentu (příležitostně tak činí panovník při návštěvě Kanady). Vzhledem k tomu, že panovník i jeho zástupce mají tradičně zakázán vstup do dolní sněmovny, veškeré parlamentní ceremonie, kterých se účastní, se konají v jednacím sále Senátu. Krále při jednání zastupuje jen ceremoniální žezlo (mace), to současné pochází z roku 1916 a jde o dar města Londýna. Členové sněmovny musí být starší 18 let a jsou voleni na pět let. Jmenování do Senátu bylo původně doživotní, ale od roku 1965 musí senátor odejít do důchodu v 75 letech. Senátoři také mohou o svou pozici přijít, pokud se nezúčastní dvou po sobě jdoucích zasedání parlamentu. Člen Senátu musí být starší 30 let, být poddaným panovníka, vlastnit majetek ve výši nejméně 4000 dolarů a půdu v hodnotě nejméně 4000 dolarů v provincii, kterou se bude zastupovat. Každá z provincií má v Senátu 24 zástupců. Volební sněmovní okrsky jsou pravidelně reorganizovány podle výsledků celostátního sčítání lidu, které se koná každých deset let. "Senátorská klauzule" Ústavního zákona z roku 1867 však zaručuje každé provincii nejméně tolik poslanců, kolik má senátorů, a "dědečkova klauzule" povoluje každé provincii mít tolik poslanců, kolik měla v roce 1976 nebo 1985. Existence této legislativy navýšila počet členů Dolní sněmovny nad požadované minimum 282 křesel až na současných 338. Nelze být členem obou komor. Kanadský parlament vznikl 1. července 1867 a roku 2021 byl zvolen již 44. parlament. Většina funkcí kanadského parlamentního systému byla vytvořena dle britského vzoru. Největší rozdíly vyplývají z nepřítomnosti panovníka v zemi a absence šlechtického titulu, který je v Británii důležitý při vytváření horní komory. Moc federální a provinční je poměrně přesně rozdělena, ale existují i "mlžné zóny". Například federální parlament reguluje obecně manželství a rozvod, ale "uzavření manželství" je regulováno pouze provinčními zákonodárnými sbory. Mezi další příklady pravomoci federálního i provinčního parlamentu patří možnost ukládat daně, půjčovat si peníze, trestat zločiny a regulovat zemědělství. Zajímavostí je, že parlament má právo použít klauzuli o neplatnosti Základní listiny práv a svobod a přijmout zákon, který ji porušuje. Nikdy v historii se to ale nestalo.